# Списак улица Вождовца
Улице на Вождовцу су добијале имена по различитим основама:по писцима, ратоборцима, насељима из Београда и Србије, државницима итд.
- Српски песници и сликари који су добијали име на Вождовцу су: Војислав Илић-песник, Миленко Грчић-песник, Боривоје Стевановић-сликар итд.
- Совјетски писац који је добио име на Вождовцу је Максим Горки, чије ја улица пре рата носила име Престолонасленика Петра.
- Српски ратоборци који су добили улицу на Вождовцу су: Владимир Томановић, Иван Мештровић, Браћа Јерковић итд.
- Српска и београдска насеља и градови који су добили улице име на Вождовцу су: Кумодраж-насеље, Крушевац-град, Мокри Луг-насеље, Топола-град, Браће Јерковић-насеље итд.
- Српски војвода који је добио улицу на Вождовцу и Врачару је господар Тома Вучић Перишић.[1]
- Српски војсковођа који је добио улицу на Вождовцу је Војвода Степа Степановић.

Дат је списак улица, са претходним називима у заградама, ради лакшег сналажења.
|  |  |  |  |  |  |  |  |  |  |  |  |  |  |  |  |  |  |  |  |  |  |  |  |  |  |  |  |  |  |

## 0-9
- 23. српске ударне дивизије

## А
- Авалска
- Авалска прилаз
- Адмирала Вуковића
- Алексиначка
- Ане Добеш
- Аранђеловачка
- Аутопут Београд-Ниш

## Б
- Бајронова
- Бакарска
- Бакићева
- Бачванска
- Барајевска
- Багремова
- Баштованска
- Бањалучка
- Беранска
- Бебелова
- Беличка
- Белимарковићева
- Билећка
- Бјеловарска
- Богдана Болте
- Богдана Поповића
- Богобоја Атанацковића
- Боже Јанковића
- Божићна
- Боривоја Стевановића
- Босе Милићевић
- Бране Ћосића
- Бранка Булата
- Бранка Гавела
- Браће Јерковић
- Браће Срнић
- Брацана Брацановића
- Брдска
- Буковичка
- Булевар ЈНА
- Булевар ослобођења
- Брђанска

## В
- Ванђела Томе
- Варваринска
- Василија Ђуровића Жарког
- Вељка Милићевића
- Веселина Маслеше
- Видака Марковића
- Видска
- Винарска
- Виноградска
- Витановачка
- Владете Поповића Пинецког
- Владимира Томановића
- Влаха Буковца
- Војводе Бачевића
- Војводе Влаховића
- Војводе Пријезде
- Војводе Скопљанца
- Улица Војводе Степе
- Војводе Тозе
- Воје Радића
- Војоде Ђуровића
- Војислава Илића
- Вороњешка
- Воћарска
- Врачарска
- Врчинска
- Вука Мандушића

## Г
- Гарибалдијева
- Генерала Анриса (нови назив Генерала Анрија)
- Генерала Анрија (стари назив Генерала Анриса)
- Генерала Рашића
- Гласиначка
- Глигорија Возаровића
- Горичка
- Горњомилановачка
- Господара Вучића
- Гостиварска
- Грузијска
- Грчића Миленка
- Гуњак

## Д
- Давида Пајића
- Даљска
- Данијелова
- Дарвинова
- Дебарска
- Дели Радивоја
- Деспота Угљеше
- Децембарска
- Димитрија Маринковића
- Димитрија Стаменковића
- Добривоја Исаиловића
- Доња
- Др Мила Бошковића
- Др Милоша Пантића
- Др Ненада Паренте
- Драгана Маузера
- Драгана Родића
- Драгачевска
- Драгиње Радовановић
- Драгице Кончар
- Дукљанинова
- Душана Јовановића
- Душана Срезојевића улаз 2
- Душана Срезојевића улаз 1
- Душана Срезојевића
- Душановачка

## Ђ
- Ђакона Авакума
- Ђоке Крстића
- Ђорђа Андрејевића Куна
- Ђорђа Кратовца
- Ђурђевданска
- Ђуре Мађерчића
- Ђурићев пролаз

## Е
- Есад-пашина
- Ерчанска

## Ж
- Животе Степановића
- Жикице Јовановића

## З
- Заводска
- Зајцова
- Заплањска
- Зларинска
- Златка Шнајдера
- Зорице Божовић

## И
- Ибарска
- Ибрахима Бабовића
- Иванке Маучевић
- Игњата Јоба
- Излетничка
- Илије Петровића
- Имотска
- Индире Ганди
- Исидоре Секулић

## Ј
- Јабука
- Јанка Јанковића
- Јасеничка
- Јасенички пролаз
- Јасмина
- Јаше Игњатовића
- Јоакима Раковца
- Јована Бијелића
- Јована Гајгера
- Јована Поповића
- Јована Суботића
- Јованичка
- Јове Илића
- Јоргована
- Јосипа Славенског
- Јошаничка
- Јужна
- Јужноморавске бригаде
- Јунска

## К
- Калничка
- Каменарска
- Капетана Завишића
- Капетана Миодрага Милетића
- Карла Лукача
- Катарине Ивановић
- Качерска
- Кашиковићева
- Кирила Савића
- Кнеза Богосава
- Ковачка
- Коканова
- Колашинска
- Колонија
- Колубарска
- Константина Филозофа
- Кореничка
- Косовских божура
- Косте Јовановића
- Костолачка
- Крагујевачких ђака
- Краља Бодина
- Краља Владимира
- Краља Остоје
- Краљевачка
- Криволачка
- Крста Бајића
- Кружна
- Кружни пут (Браће ЈерковиЋ)
- Кружни пут (Медаковић)
- Кружни пут 5
- Кружни пут 6
- Кружни пут
- Крушарска
- Крушевачка
- Кукурузова
- Кумодрашка

## Л
- Лазара Аврамовића
- Лепеничка
- Лесковачка
- Летња
- Лијачка
- Лимска
- Листопадна
- Љермонтова

## Љ
- Љуба Вучковића
- Љубе Ковачевића
- Љубе Недића
- Љубе чупе
- Љубе Шерцера
- Љубичица
- Људевита Посавског

## М
- Мажуранићева
- Мајска
- Макаријева
- Малена
- Матавуљева
- Матошева
- Махмута Ибрахимовића
- Медаковићева
- Мештровићева
- Мијачка
- Миклошићева
- Мила Војиновића
- Милана Богдановића
- Милана Распоповића
- Милисава Ђуровића
- Милице Милојковић
- Милке Боснић
- Милке Гргурове
- Милована Јанковића
- Милована Маринковића
- Милована Марковића
- Милована Шарановића
- Милоја Павловића
- Милорада Бонџулића
- Милорада Петровића
- Милорада Умјеновића
- Милоша Свилара
- Милунке Савић
- Мирча Ацева
- Мите Ценића
- Митровданска
- Митрополита Павла Ненадовића
- Митрополита Стратимировића
- Михаила Ђурића
- Михољска
- Мицкијевићева
- Мишка Јовановића
- Мокролушка
- Моравичка
- Мосовска
- Мурска

## Н
- Наде Наумовић
- Нестора Жучног
- Николе Ђурковића
- Николе Миљановића
- Николе Совиља
- Николе Стринике
- Никшићка
- Нова 9
- Нова Мокролушка
- Новакова

## О
- Озренска
- Октобарска
- Олге Јојић
- Орахова
- Ораховачка
- Орелска
- Отокара Кершованија

## П
- Павла Лабата
- Пазинска
- Паунова 1.прилаз
- Паунова 2.део
- Паунова
- Пашманска
- Пека Павловића
- Петра Гвојића
- Петра Добровића
- Петра Палавичинија
- Петроварадинска
- Петровачка
- Пива Караматијевића
- Пиротска
- Пироћанчева
- Плитвичка 2.део
- Плитвичка
- Подравска
- Пољана
- Породице Трајковић
- Поток
- Права
- Прешернова
- Прилучка
- Пролећна
- Проломска
- Пуковника Пејовића
- Пуковника Пурића
- Пчињска
- Пшеничка

## Р
- Рада Неимара
- Рада Остојића
- Раде Вранешевић
- Раде Кончара
- Радмиле Јовановић Шнајдер
- Радмиле Јовић
- Радована Симића Циге
- Радована Ћосића
- Радоја Дакића, нови назив Борисављевићева
- Радомира Марковића
- Рађевска
- Ранка Тајсића
- Растка Петровића
- Реметинска
- Рибничка
- Римска
- Ристе Стефановића
- Ровињска
- Ружа
- Русијанова
- Русовићева

## С
- Саве Јовановића
- Саве Машковића
- Саве Шумановића
- Санска
- Свемира Јовановића
- Свете Симића
- Светислава Цвијановића
- Свцетоандрејска
- Селимира Јефтића
- Сива Стена
- Сињска
- Сићевачка
- Скендера Куленовића
- Слободана Јовића
- Слободе Трајковић
- Сокаче
- Сплитска
- Средња
- Стара
- Старе Порте
- Стевана Јаковљевића
- Стевана Лилића
- Стевана Првовенчаног
- Степеничка
- Степојевачка
- Стојана Љубића
- Стражиловска
- Струмичка
- Сундечичева
- Сушачка

## Т
- Табановачка
- Тарска
- Твртка Великог
- Текеришка
- Тетовска
- Тиквешка
- Типографска
- Тодора Дукина
- Толминска
- Томазеова
- Томе Росандића
- Топлице Милана
- Топола
- Торлачка
- Требињска
- Трешња
- Трише Кацлеровића
- Трубарева

## У
- Убска
- Умчарска
- Унска
- Устаничка
- Учитељице Леоните Краус

## Ф
- Финжгарова

## Х
- Ханибала Луцића
- Хусова

## Ц
- Цавтатска
- Цамблакова
- Цанкарева
- Цветна
- Цриквеничка
- Црноборска
- Црнотравска 2.део

## Ч
- Чизманска

## Ш
- Шљиварска
- Шупљикчева